# Серро (футбольний клуб)
«Серро» (іноді — «Черро») (ісп. Club Atlético Cerro) — уругвайський футбольний клуб з міста Монтевідео. Один з найпопулярніших клубів в країні після «Пеньяроля» і « Насьйоналя» (за які сумарно вболіває 90 % прихильників футболу Уругваю). На даний момент (2025 рік) виступає у Вищому дивізіоні Уругваю.

## Історія
Клуб заснований 1 грудня 1922 року. Команда тривалий час перебувала в еліті уругвайського футболу, але чемпіоном не була жодного разу. В 1995 році після вдалого виступу в Лігільї, «Серро» потрапив у Кубок Лібертадорес, але не зумів пройти далі групового раунду, оскільки потрапив у складну групу зі співвітчизниками з «Пеньяролю» і аргентинськими грандами — «Індепендьєнте» і «Рівер Плейтом».
В 2006 році «Серро» був покараний позбавленням шести очок в чемпіонаті, через що мусив покинути Прімеру. Повернулася команда в еліту через рік.

## Досягнення
- Переможець Лігільї Уругваю (1): 2009
- Чемпіон Другого дивізіону Уругваю (2): 1946 1998
- Чемпіон дивізіону Інтермедіа (другий за рівнем дивізіон) (2): 1940, 1941
- Чемпіон дивізіону Інтермедіа (другий за рівнем дивізіон) під егідою УФА (1): 1924
- Чемпіон дивізіону Екстра (третій за рівнем дивізіон) під егідою УФА (1): 1923

## Відомі гравці
- Хосе Басуальдо
- Густаво Варела
- Ектор Вільчес (чемпіон світу 1950)
- Енріке Віола
- Матіас Гонсалес (чемпіон світу 1950)
- Вальтер Давуан
- Віктор Еспарраго
- Едгардо Кодесаль
- Фернадо Корреа
- Вальтер Лопес
- Роке Масполі
- Рубен Моран (чемпіон світу 1950)
- Родріго Муньйос
- Маріо Регейро
- Родольфо Родрігес